# Idiostatus goedeni
Idiostatus goedeni är en insektsart som beskrevs av Rentz, D.C.F. 1978. Idiostatus goedeni ingår i släktet Idiostatus och familjen vårtbitare. Inga underarter finns listade i Catalogue of Life.